# Castello di Proh

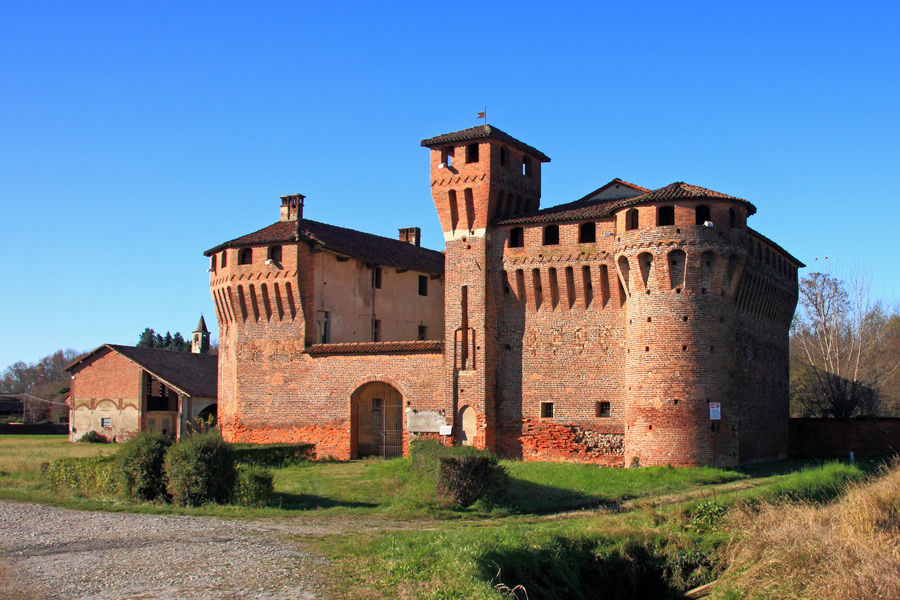
Vista da nord-ovest

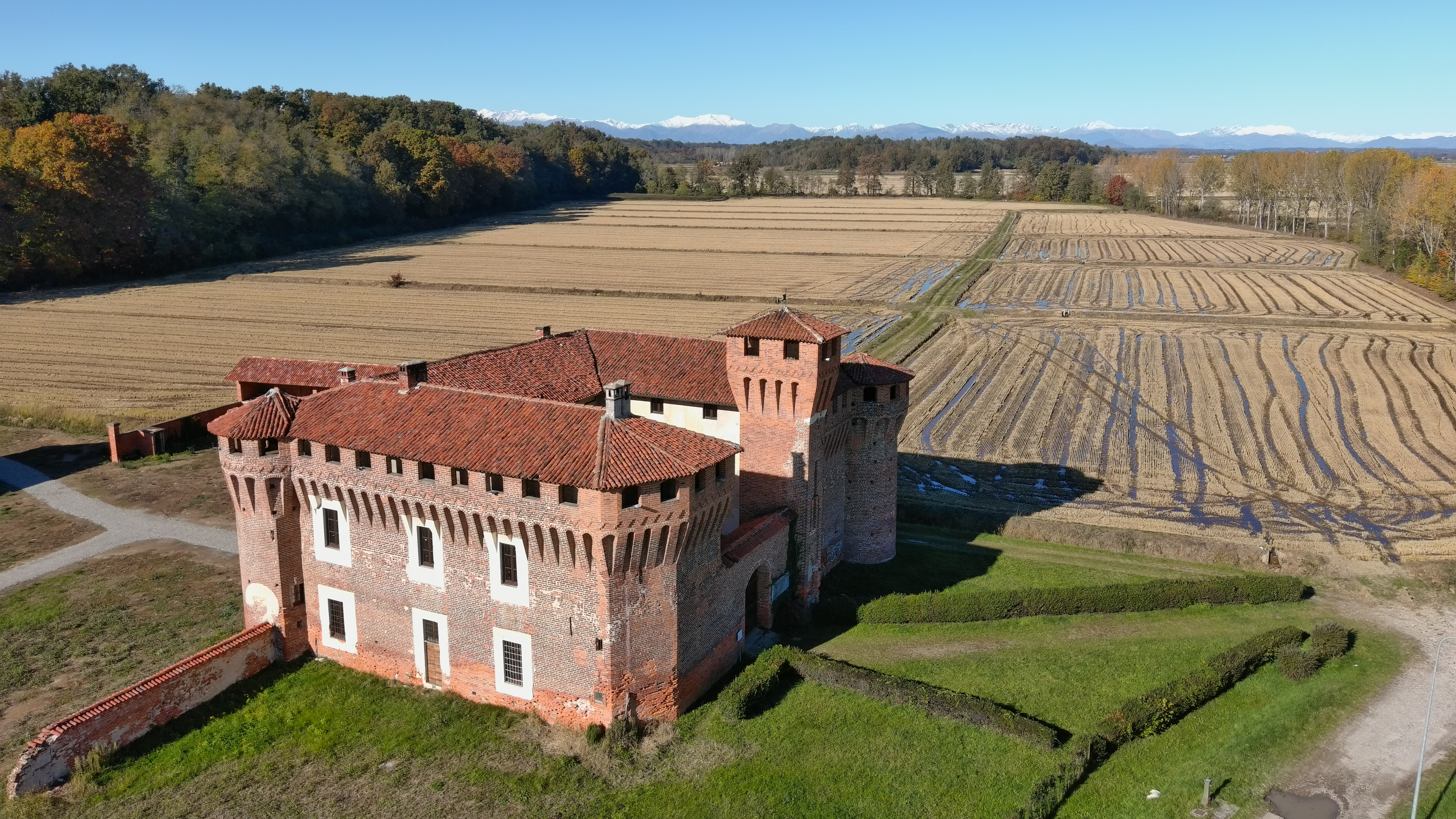
Castello di Proh Nov 2021

Il castello di Proh (pronuncia locale: prü) sorge in pianura nell'omonima frazione del comune di Briona, al limitare dei primi pendii delle colline novaresi.

## Storia
Fu edificato per volere di Francesco Sforza verso la metà del XV secolo probabilmente non per scopi militari in quanto a breve distanza esistevano già i castelli strategici di Briona, Barengo e Castellazzo Novarese.
Già all'inizio del XII secolo Corrado III di Svevia aveva concesso il feudo ai conti di Biandrate che eressero il cosiddetto "castellaccio" sulle alture retrostanti, andato distrutto nel 1362 durante la guerra tra il marchese del Monferrato e Galeazzo Visconti.
Come il vicino castello di Briona, a metà del Quattrocento passò in feudo ai Tornielli, seguendone le stesse sorti. Nel 1495 fu occupato dall'esercito di Ludovico il Moro.
Nel 1597 passò ai Caccia mentre nel 1672 fu acquistato dai fratelli Cattaneo di Novara. Nell'Ottocento fu trasformato in cascina dalla famiglia Fantoni e, sul finire del secolo, venduto al conte Arese Lucini. Dal 1917 è di proprietà della famiglia Marelli di Milano. Nel 2020 i Marelli hanno affidato la gestione del Castello alla Fondazione UniversiCà che si occupa della creazione di musei multimediali.
Il castello ha subito nei secoli molteplici sistemazioni. Si presenta a pianta rettangolare asimmetrica con due torri circolari agli angoli nord-est e sud-ovest. In passato era circondato da un fossato, oggi scomparso, e presentava due ingressi dotati di ponte levatoio: una pusterla sul lato est ed una porta carraia ad ovest. Tutto l'edificio presenta un apparato a sporgere con lunghe caditoie decorate a dente di sega e ha un'altezza uniforme, ad esclusione del tratto di cortina tra la torricella d'ingresso e l'inizio del primo fabbricato sul lato orientale.
Come indicato dalla targa apposta all'ingresso, il castello, ormai in rovina, fu restaurato nel 1960, rispettando le forme originarie e ripristinando la torre più alta al lato dell'ingresso principale.
Degli affreschi che decoravano un tempo l'edificio sopravvivono solo un trittico sbiadito sulla parete est del cortile, raffigurante la Madonna col Bambino tra i santi, e lo stemma dei Cattaneo sulla torre sud-ovest.

## I restauri

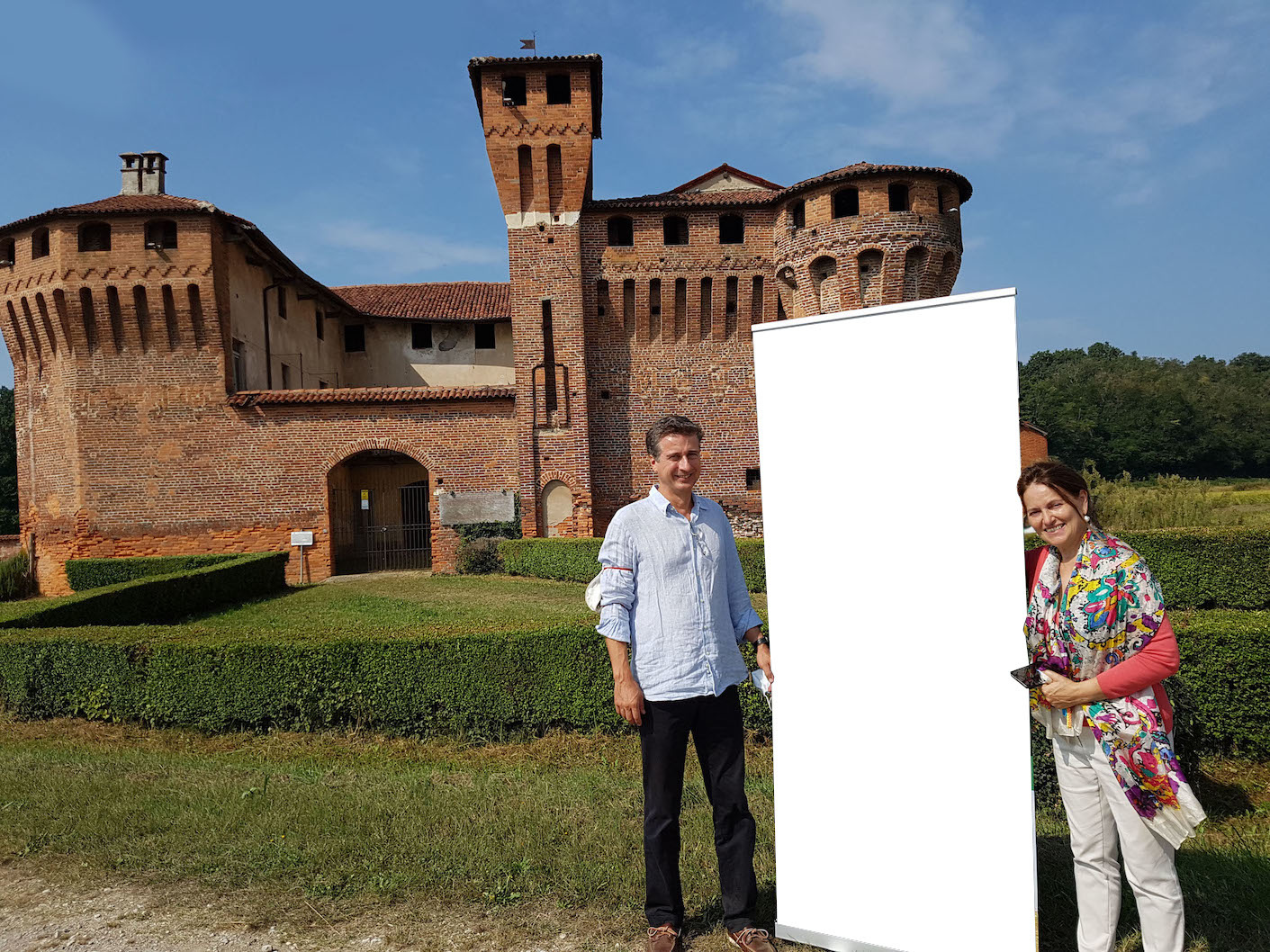
Carlo Marelli, rappresentante della proprietà del Castello con Anna Belfiore, presidente della Fondazione UniversiCà che ha ricevuto il maniero in comodato per 25 anni

Dal 2020 l'area del Castello di Proh è interessata da un progetto di rivitalizzazione a cura della Fondazione UniversiCà che ha già dato vita al Museo UniversiCà di Druogno in Valle Vigezzo e al Museo Meina sul Lago Maggiore. La famiglia Marelli ha concesso in comodato il Castello per 25 anni alla fondazione. Il comodato è stato sottoscritto dall'ing. Carlo Marelli e dalla dott.sa Anna Belfiore presidente della Fondazione con lo scopo di aprire al pubblico il Castello con percorsi di visita che propongano anche contenuti multimediali, coordinati dal giornalista e regista Gianni Dal Bello.
Nel 2021, con il permesso della Soprintendenza, è stata abbattuto un edificio fatiscente attiguo al Castello senza rilievo storico alcuno, che era pericolante e toglieva visibilità al lato Ovest alla fortezza.
Sul piano dei restauri, la Fondazione UniversiCà ha sostituito un centinaio di serramenti ammalorati, ripassato il tetto ammalorato del pollaio attiguo, creato vie d'accesso e spazi di sosta per consentire le visite. Grazie anche a fondi PNRR è stato realizzato l'impianto elettrico nelle sale, sono stati installati presidi antincendio ed è stata riqualificata la facciata del cortile affacciato sulla strada per Oleggio, con ripristino e tinteggiatura.. Ulteriori interventi di ripristino hanno riguardato la corte e il parco rurale.
Nelle sale dell'edificio è stato allestito un percorso multimediale immersivo per raccontare ai visitatori curiosità, storia e personaggi del luogo.

## L'apertura al pubblico
In seguito al termine dei restauri, dal 2025 il Castello è aperto al pubblico in maniera stabile e durante gli eventi con visite nelle sale presso le quali è allestito un percorso multimediale e all'area botanica del parco rurale.